# بویاجیان
بویاجیان (زبان ارمنی: Բոյաջյան)، یکی از نام‌های خانوادگی رایج در میان ارمنیان می‌باشد.
- آلبرت ای. بویاجیان
- زابل سی. بویاجیان
- کارن بویاجیان
- هامبارتسوم بویاجیان
- آیدا بویاجیان
- پیش‌نویس:تابتا اس. بویاجیان
- پیش‌نویس:هایک بویاجیان
- ادوارد بویاجیان